# Eva Pavlović
Eva Pavlović (née Eva Mori) est une joueuse slovène de volley-ball née le 13 mars 1996 à Kanal. Elle mesure 1,86 m et joue au poste de passeuse.

## Clubs
| Club             | De        | À         |
| ---------------- | --------- | --------- |
| OK Kamnik        | 2011-2012 | 2013-2014 |
| Volley Bergamo   | 2014-2015 | 2016-2017 |
| Béziers Volley   | 2017-2018 | 2017-2018 |
| Volero Le Cannet | 2018-2019 | 2018-2019 |
| ŁKS Łódź         | 2019-2020 | 2019-2020 |
| İlbank Ankara    | 2020-2021 | …         |

## Palmarès

### Équipe nationale
- Championnat du monde des moins de 23 ans
  - Finaliste : 2017.
- Championnat d'Europe des moins de 19 ans
  - Finaliste : 2014.

### Clubs
- Championnat de Slovénie
  - Finaliste : 2012, 2013, 2014.
- Coupe de Slovénie
  - Vainqueur : 2013, 2014.
  - Finaliste : 2012.
- Coupe d'Italie
  - Vainqueur : 2016.
- Supercoupe d'Italie
  - Finaliste : 2016.
- Coupe de France
  - Finaliste : 2018.
- Championnat de France
  - Vainqueur : 2018.
- Supercoupe de Pologne
  - Finaliste : 2019.

### Distinctions individuelles
- Championnat d'Europe féminin de volley-ball des moins de 19 ans 2014: Meilleure passeuse.
- Championnat du monde de volley-ball féminin des moins de 23 ans 2017: Meilleure passeuse[3].